# Équipe de Biélorussie féminine de handball
L'équipe de Biélorussie de handball féminin représente la fédération biélorusse de handball lors des compétitions internationales, notamment aux championnats du monde et aux championnats d'Europe.

## Palmarès

### Parcours auxjeux olympiques
- Aucune participation

### Parcours auxchampionnats du monde
- 1997 : 16e place
- 1999 : 14e place
- Depuis 2001 : Non qualifiée

### Parcours auxchampionnats d'Europe
- 2000 : 11e place
- 2002 : 16e place
- 2004 : 16e place
- 2006 : Non qualifiée
- 2008 : 12e place
- Depuis 2010 : Non qualifiée